# Madoqua
Madoqua là một chi động vật có vú trong họ Bovidae, bộ Artiodactyla. Chi này được Ogilby miêu tả năm 1836. Loài điển hình của chi này là Antilope saltiana Desmarest, 1816.

## Hình ảnh

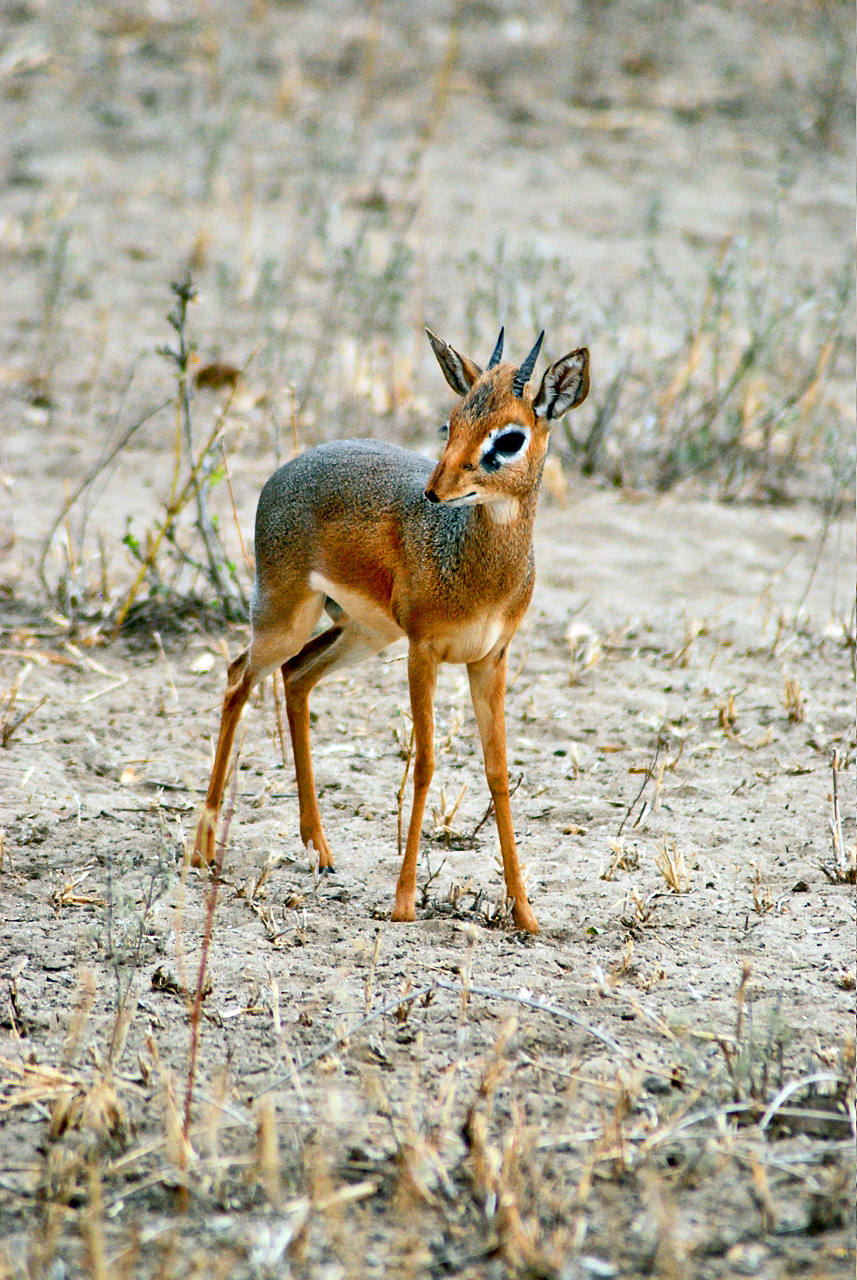
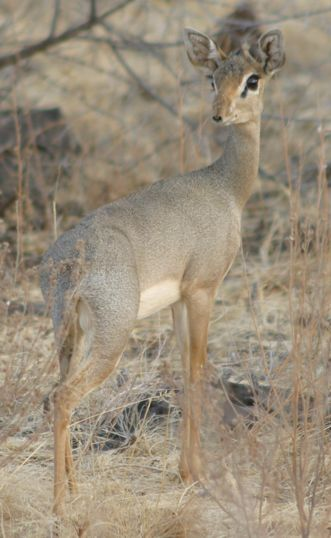

## Các loài
Chi này gồm các loài: